# Odensfors
Odenfors är ett säteri i Vreta socken, Linköpings kommun, 10 kilometer nordväst om Linköping.
Vid Svartån i Odenfors uppfördes 1912–1914 Odenfors kraftverk med en fallhöjd av 12 meter.

## Historik
Odensfors i Vreta klosters socken, Gullbergs härad ägdes av kammarjunkaren och häradshövdingen Henrik Frankelin, gift med Constantia Eriksdotter, som var naturlig dotter till konung Erik XIV och Agda Persdotter. Gården donerades 1628 till furstlige kammarjunkaren och majoren Karl Frankelin (död 1644) samt kallas 1636 hans säteri. Åtminstone transporterades den sedermera på Henrik Frankelin och Constantia Eriksdotters måg, generalmajor och landshövdingen Anders Koskull. Innehades 1683 av sonen, översten Gustaf Koskull, född härstädes 1636. Reducerades men uppläts åt honom på livstid. Ägdes vidare av landshövdingen, friherre Christer Henrik d'Albedyhll (1679–1750), därefter av hans änka Hedvig Ulrika Mörner (död 1758), 1818 av lagmannen Pehr Aschahn, 1850 av hans änka, som nämnda år sålde egendomen till regementsskrivaren Karl Abraham Ekeman.